# Leitner AG
Die Leitner AG/SpA mit Sitz in Sterzing in Südtirol ist ein italienisches Unternehmen, das im Seilbahnbau tätig ist und zur italienischen Unternehmensgruppe High Technology Industries (HTI) gehört.

## Geschichte

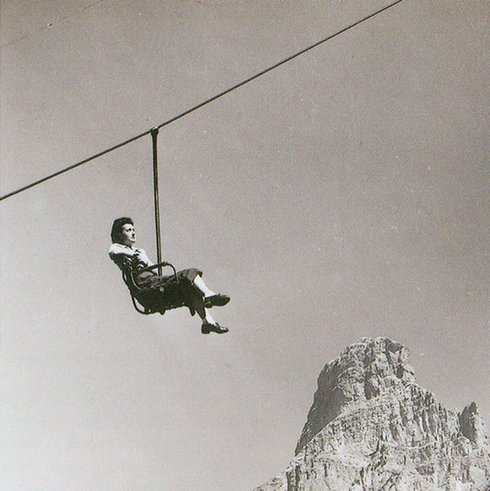
Erster Sessellift Italiens zum Col Alt bei Corvara (1947)

Nach der Gründung des Unternehmens durch Gabriel Leitner im Jahr 1888 wirkte das Unternehmen später am Bau der Kohlerer Bahn, einer der ersten Luftseilbahnen Europas, von Bozen nach Kohlern im Jahr 1908 mit.
Im Jahr 1925 hatte sich die Werkstatt von ihren anfänglichen zehn Mitarbeitern zu einem Betrieb mit Serienproduktion von Landmaschinen ausgebaut. Als nach dem Zweiten Weltkrieg der Tourismus und Skisport in den Alpen und somit die Erschließung der Berge ein immer größeres Thema wurden, spezialisierte sich Leitner nicht nur auf Materialseilbahnen, sondern auch auf den Bau von Anlagen zum Personentransport. So wurde 1947 der erste Sessellift auf den Hausberg von Corvara, den Col Alt, mit errichtet.
Die Produktion von Landmaschinen wurde 1970 endgültig eingestellt. Im Jahr 1980 entstand eine neue Produktionsstätte mit 40.000 m² Fläche.
In den 1990er Jahren entwickelte Leitner auf dem firmeneigenen Gelände ein Personentransportsystem mit Testbahn und die erste Compact-Station entsteht in Ratschings. 1998 gründete Leitner ein Tochterunternehmen in den USA und übernahm BM Lifts Ltd. in Barrie, Kanada. In diesem Jahr entstand auch die erste kuppelbare Sesselbahn mit der neuen Antriebsstation in Wolkenstein in Gröden. Die Seilbahntechniksparte von Waagner-Biro wurde 1999 von Leitner übernommen. Weitere neue Mitglieder (Pomagalski, Borer Technik, Prinoth und Snowstar) kamen im Jahr 2000 zur Unternehmensgruppe. Im Jahr 2003 entwickelte Leitner eine getriebelose Windturbine. Die Unternehmen DEMAC und LENKO, beide Hersteller von Beschneiungsanlagen, wurden 2010 übernommen.

## Anlagen

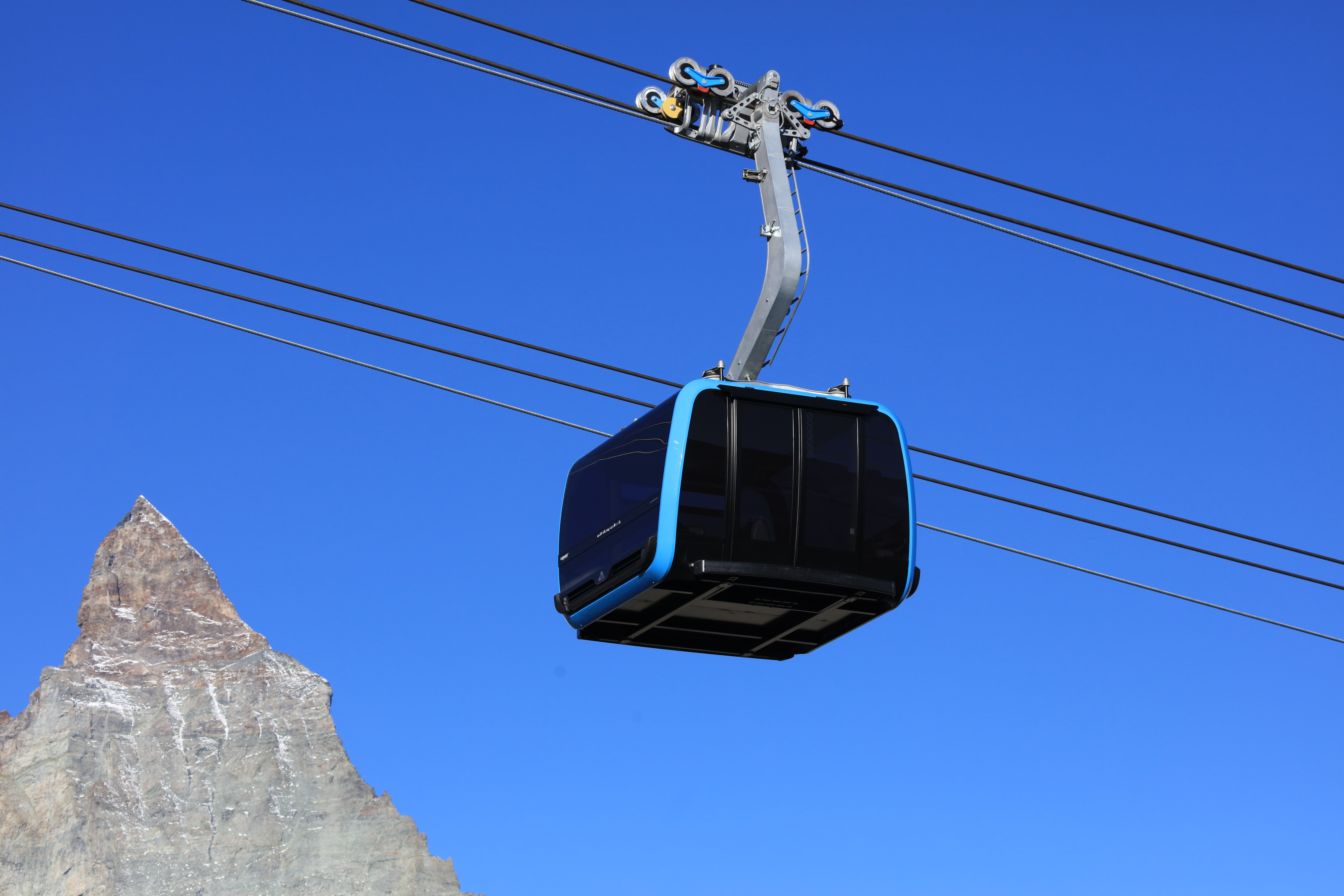
3S-Bahn „Matterhorn glacier ride“ in Zermatt

Bedeutende Anlagen, die von der Leitner AG errichtet wurden:
- Ausstellungsseilbahn der Expo 2000 in Hannover
- Ngong Ping 360 (5,7 km), die Tung Chung, Hongkong mit Ngong Ping und seiner großen Buddhastatue verbindet (2006)
- Hungerburgbahn in Innsbruck (2007)
- Minimetrò Perugia, ÖPNV-Anlage (2008)
- Neue Rittner Seilbahn von Bozen auf den Ritten (2009)
- Seilbahn Gärten der Welt – Berlin im Rahmen der Gartenausstellung IGA Berlin 2017[3]
- Natur-Bobbahn in den Gärten der Welt Berlin (2017–2022, seit 2024)
- Trebević-Seilbahn in Sarajevo (Wiedereröffnung 2018)
- „Matterhorn glacier ride“ am Klein Matterhorn,[4][5] seit 2023 verbindet die 3S-Seilbahn „Matterhorn Glacier Ride II“ das Klein Matterhorn, den Theodulgletscher stützenlos querend, mit der Testa Grigia und ermöglicht damit die höchste Seilbahnüberquerung der Alpen.[6]
- Verschiedene Stadtseilbahnen in Lateinamerika, wie die „Cablebús 2“ in Mexiko-Stadt, mit 10,6 km längste Seilbahnlinie in Lateinamerika, die täglich bis zu 100.000 Personen befördert (2021).[7]

## Unternehmensgruppe
Leitner ist Teil der italienischen Unternehmensgruppe High Technology Industries (HTI), unter deren Dach die weiteren Marken BMF, Poma (seilgezogene Personentransportsysteme), Prinoth (Pisten- und Ketten-Nutzfahrzeuge), Demaclenko (Beschneiungsanlagen), Leitwind (Windkraftanlagen), Troyer (Wasserkraftanlagen) und Agudio (Materialseilbahnen) vereint sind.
Im Geschäftsjahr 2022 erwirtschaftete die HTI-Gruppe mit 84 Tochtergesellschaften sowie 144 Verkaufs- und Servicestellen einen Umsatz von rund 1,3 Milliarden Euro. An 21 Standorten beschäftigt die Unternehmensgruppe mehr als 4200 Mitarbeiter.